# Tommy Mason-Griffin
Tommy Nelson Mason-Griffin (Houston, 29 settembre 1990) è un ex cestista statunitense, professionista nella NBDL e in Europa.

## Palmarès
- McDonald's All-American Game (2009)